# Râul Curteasa
Râul Curteasa este un curs de apă, afluent al râului Polatiștea. 